# 에밀리오 마세아첸
와싱그톤 에밀리오 마세아첸 바스케스(Washington Emilio MacEachen Vázquez, 1992년 4월 4일 ~ )는 우루과이 출신의 축구 선수이다. 포지션은 수비수이다.